# Мусиченко, Николай Ильич
Николай Ильич Мусиченко (10 декабря 1909, Кубань, Российская империя — 1974, Москва, СССР) — советский инженер и учёный-геолог. Кандидат технических наук, кандидат геолого-минералогических наук. Заведующий лабораторией редких газов ВНИИ ядерной геофизики и геохимии. Один из основоположников эманационного (радонового) метода поиска месторождений. Создатель первых эманометров. Разработчик методов поиска месторождений радиоактивных элементов с использованием гелия в качестве индикатора.

## Биография
Родился 10 декабря 1909 года на Кубани в семье батрака-крестьянина. В юности сам работал батраком. В 1925 году вступил в комсомол. Принимал активное участие в борьбе с кулачеством и в коллективизации.
Учился на рабфаке. В 1934 году поступил на физический факультет Ленинградского государственного университета. По окончании университета работал в составе геофизических партий в Средней Азии.
В годы Великой Отечественной войны (с её первых месяцев) служил в армии, где вступил в коммунистическую партию. В августе 1943 года был отозван с фронта для участия в работе вновь созданного во Всесоюзном институте минерального сырья специального сектора № 6, в задачи которого входили обобщение материалов изучения, поисков и разведки минерального радиоактивного сырья, научно-методическое руководство соответствующими работами, а также детальное технологическое и минералогическое изучение урановых и других радиоактивных руд и элементов. Входил в основу коллектива учёных этого института.
После войны подключился к решению актуальной проблемы по созданию сырьевой базы для промышленности редких металлов. Работал в лаборатории масс-спектрометрических исследований Всесоюзного института минерального сырья. По состоянию на 1954 год руководил в том же институте лабораторией изотопных методов анализа, участвовавшей в исследованиях возможностей поисков урана гелиометрическим методом.
Позже работал во ВНИИ ядерной геофизики и геохимии заведующим лабораторией редких газов. Имел учёные звания кандидата технических наук и кандидата геолого-минералогических наук. Умер в 1974 году за рабочим столом.

## Научный вклад и его оценка
В 1946—1948 годах разработал крутильные электрометры СГ-1М и СГ-2М, которые были пущены в промышленный выпуск и, благодаря высокой надёжности и простоте конструкции, успешно применялись как в поисковой радиометрии, так и при радиохимических анализах.
В начале 1950-х годов разработал методику и аппаратуру для поисков месторождений радиоактивных элементов и наиболее эффективного варианта скоростной эманационной съёмки, став одним из основоположников эманационного (радонового) метода поисков месторождений. Этот метод нашёл успешное применение в Рудных горах.
Создал первые эманометры, чувствительность которых к моменту его смерти так и не была превзойдена. Создал для масс-спектрометра МИ-1305 оригинальную систему ввода образцов руд и пород в ионный источник. Внёс существенный вклад в геохимию изотопов свинца.
С середины 1950-х годов руководил исследованиями возможностей применения гелиометрического метода при поисках месторождений урановых руд. С помощью усовершенствованного им в 1956 году прибора, в 1958 году были получены весьма интенсивные, устойчивые гелиевые аномалии по всем объектам исследований на Маныбайском месторождении урана в Северном Казахстане. Рядом конкретных примеров показал принципиальную возможность того, что при поисках месторождений радиоактивных элементов в качестве индикатора может быть использован гелий. Принимал непосредственное участие в формулировании основных положений общей теории поля концентраций гелия, для построения которой эмпирическим фундаментом послужило осуществлённое под его руководством широкое исследование гелиеносности природных сред. В дальнейшем не подтвердилось это предположение о происхождении гелия на урановых объектах радиогенным путём.
В составе группы учёных открыл наличие закономерной зависимости между аномально повышенными концентрациями гелия и глубинными разломами земной коры. Данное открытие было официально зарегистрировано в 1969 году с приоритетом от 30 декабря 1968 года под номером 68 и под названием «Закономерность распределения концентраций гелия в земной коре» с формулировкой «Экспериментально установлена неизвестная ранее закономерность, заключающаяся в том, что распределение аномальных (повышенных) концентраций свободного подвижного гелия зависит от глубинных, в том числе рудоносных, разломов земной коры». Установленный этим открытием гелиометрический метод нашёл широкое применение в геоэкологии и инженерной геологии, при обосновании выбора площадок для строительства плотин гидроэлектростанций, атомных электростанций, контроле состояния и условий эксплуатации подземных газохранилищ и полигонов захоронения отходов, прогнозе подземных вод и месторождений эндогенных руд, геологическом картрировании и продолжает применяться и в 2010-х годах. Этот метод показал высокие надёжность и эффективность при контроле за предотвращением загрязнения окружающей среды при эксплуатации и строительстве хранилищ газа, нефти, ядерных отходов, химических комбинатов, гидроэлектростанций, атомных электростанций и во многих других случаях.
Последние годы жизни занимался разработкой методов поиска залежей нефти и газа путём применения в качестве индикатора гелия.

## Публикации
- Мусиченко Н. И., Холмин В. И. Временная инструкция по проведению эманационной съемки. — Гостехиздат, 1951.
- Мусиченко Н. И. Усовершенствование течеискателей для определения содержания гелия // Нефтяная геология и геофизика. — ЦНИИТЭ нефтегаз, 1964. — Вып. 10.
- Мусиченко Н. И., Славягина И. И. О проявлениях гелия на месторождениях нефти и газа // Труды Всесоюзного научно-исследовательского института ядерной геофизики и геохимии. — М. : Недра, 1970. — Вып. 6. Прямые геохимические методы поисков нефти и газа. — С. 212—224. — 446 с.
- Мусиченко Н. И., Иванов В. В. Характерные черты распределения гелия в поровых пространствах земной коры // Труды Всесоюзного научно-исследовательского института ядерной геофизики и геохимии. — М. : Недра, 1970. — Вып. 8. Геохимические методы поисков нефти и газа и вопросы ядерной геологии. — С. 25—37. — 415 с.
- Мусиченко Н. И., Иванов В. В. Закономерности распределения гелия в земной коре и их значение при поисках геохимическими методами месторождений газа, нефти и радиоактивных элементов : Методические рекомендации / Н. И. Мусиченко, В. В. Иванов ; М-во геологии СССР. Всесоюз. науч.-исслед. ин-т ядерной геофизики и геохимии "ВНИИЯГГ". — М., 1970. — 228 с. : 1 л. черт. : черт.; 20 см.
- Антонов П. Л., Барташевич О. В., Зорькин Л. М., Могилевский Г. А., Мусиченко Н. И., Поршнева Н. В., Строганов В. А. Состояние и перспективы развития геохимических методов поисков нефти и газа // Труды Всесоюзного научно-исследовательского института ядерной геофизики и геохимии. — М. : Недра, 1971. — Вып. 10. Результаты разработки и опробования прямых геохимических методов поисков месторождений нефти и газа. — С. 3—16.
- Иванов В. В., Медовый В. И., Мусиченко Н. И. Поля концентраций метана и гелия в пространствах с формирующимися и рассеивающимися углеводородными фазами (на примере месторождений Южного Мангышлака) // Труды Всесоюзного научно-исследовательского института ядерной геофизики и геохимии. — М. : Недра, 1971. — Вып. 10. Результаты разработки и опробования прямых геохимических методов поисков месторождений нефти и газа. — С. 36—61.